# Hylaeus grossus
Hylaeus grossus là một loài Hymenoptera trong họ Colletidae. Loài này được Cresson mô tả khoa học năm 1869.